# Nobuko Tomohito de Mikasa
Pour les articles homonymes, voir Asō.
Nobuko, princesse Tomohito de Mikasa (寬仁親王妃信子 殿下, Tomohito shinnōhi Nobuko denka), née Nobuko Asō (麻生 信子, Asō Nobuko) le 9 avril 1955 à Iizuka dans la préfecture de Fukuoka, est la veuve du prince Tomohito de Mikasa, fils aîné du prince Takahito Mikasa, petit-fils de l'empereur Taishō et cousin germain de l'empereur Akihito. La princesse Nobuko de Mikasa est donc membre de la famille impériale japonaise par alliance. Elle est également la sœur cadette de Tarō Asō qui fut le 59e Premier ministre du Japon de 2008 à 2009.

## Origines familiales
Elle est le 5e (et avant-dernier) enfant et la 3e (et dernière) fille de l'industriel, homme d'affaires et homme politique Takakichi Asō (麻生 太賀吉, Asō Takakichi1911-1980), qui a dirigé le groupe industriel Asō Company (surtout connu à l'origine pour ses activités dans l'exploitation de mine de charbon et la métallurgie, mais aujourd'hui essentiellement spécialisé dans la cimenterie et dans les domaines médicaux, environnementaux et de l'immobilier) et qui fut député à la Chambre des représentants de 1949 à 1955, et de Kazuko Yoshida (吉田 和子, Yoshida Kazuko). Par le biais de sa mère, elle est la petite-fille de Shigeru Yoshida qui fut le 32e Premier ministre du Japon de 1946 à 1947 et de 1948 à 1954.
Elle descend par sa grand-mère paternelle d'une branche cadette du clan féodal Ichinomiya et est notamment par ce biais la petite-nièce du vicomte Hisākira Kanō (加納 久朗, Kanō Hisākira1886-1963). Par sa grand-mère maternelle elle est l'arrière-petite-fille du comte et diplomate Nobuaki Makino (牧野 伸顕, Makino Nobuaki1861-1949) et l'arrière-arrière-petite-fille du célèbre samouraï Ōkubo Toshimichi, resté célèbre pour avoir été à l'origine de la rébellion de Satsuma en 1877. Malgré ces ascendants aristocratiques, elle ne fait pas elle-même, ni sa famille proche, partie de la noblesse japonaise, et est donc la deuxième roturière à entrer par alliance dans la famille impériale, l'impératrice Michiko étant la première en 1959.
Catholique romaine, elle n'est pas la première chrétienne à entrer dans la famille impériale (l'impératrice Michiko provient elle aussi d'une famille catholique et a été élevée dans des établissements religieux chrétiens, tandis que des princes impériaux, notamment les princes Hitachi et Mikasa, auraient embrassé la foi chrétienne) mais elle serait la première personne baptisée à y être introduite.

## Jeunesse
Nobuko Asō est née dans la petite ville minière d'Iizuka, bastion de la famille Asō et de ses activités industrielles, dans la Préfecture de Fukuoka sur l'île de Kyūshū, au Japon le 9 avril 1955.
Scolarisée au Royaume-Uni, elle sort diplômée en 1973 du Rosslyn House College. De retour au Japon, elle enseigne l'anglais à Tokyo dans l'école maternelle Shoto qu'elle a elle-même fondé dans l'arrondissement de Shibuya. C'est au Royaume-Uni qu'elle rencontre son futur époux, le prince Tomohito de Mikasa, lui-même étudiant à l'université d'Oxford. Sa première demande en mariage en 1973 fut rejetée en raison du jeune âge de Nobuko Asō.

## Mariage
Ce n'est que le 18 avril 1980 que l'Agence impériale du Japon annonce officiellement les fiançailles de Nobuko Asō et du prince Tomohito qui sont célébrées le 21 mai 1980 tandis que le mariage a lieu le 7 novembre 1980. À la suite de cette union, Nobuko Asō prend la titulature officielle de Son Altesse impériale la princesse impériale consort Tomohito de Mikasa (三笠宮 寬仁 親王妃 殿下, Mikasa-no-miya Tomohito shinnōhi denka), généralement résumé en « SAI la princesse Tomohito de Mikasa », « la princesse Tomohito de Mikasa » ou, de manière plus informelle, « la princesse Nobuko ». Comme le veut la tradition, elle reçoit également à son entrée dans la famille impériale un végétal pour lui servir d'emblème personnel (お印, o-shirushi) : la fleur de pêcher (花桃, hanamomo).
Depuis décembre 1982, le prince et la princesse Tomohito de Mikasa et leurs enfants résident dans le domaine d'Akasaka, situé dans l'arrondissement de Minato à Tokyo. Ce domaine accueille les résidences des membres de la Maison Mikasa, branche cadette de la famille impériale.

## Enfants
Le prince et la princesse Tomohito de Mikasa ont eu deux filles : 
- Akiko de Mikasa (彬子女王 殿下, Akiko Joō denka?), née le 20 décembre 1981.
- Yōko de Mikasa (瑶子女王 殿下, Yōko Joō denka?), née le 25 octobre 1983.

Ce sont les aînées de la troisième génération de la Maison Mikasa, qui devrait techniquement s'éteindre puisque sur les trois fils du prince Takahito Mikasa, seuls deux ont eu des enfants, et ces derniers sont tous des filles. Or, la loi de la maison impériale de 1947 stipule que les filles nées au sein de la maison impériale quittent celle-ci lorsqu'elles se marient, ne transmettant donc pas, en l'état actuel des choses, le droit de succession au trône du chrysanthème à leurs descendants.

## Obligations officielles
La princesse Tomohito de Mikasa est impliquée dans un certain nombre d'actions caritatives, en étant notamment :
- Présidente, depuis le décès en 2004 de la princesse Takamatsu, du Tokyo Jikeikai, fondation chargée de financer le Tokyo Jikeikai Hospital et l'école universitaire de médecine Jikei qui y est liée, situés dans l'arrondissement de Minato à Tokyo.
- Présidente d'honneur de la Japan Rose Society (日本 ばら会, Nihon barakai?), membre de la Fédération mondiale des sociétés de roses et chargée d'améliorer les connaissances sur les roses. Une variété de rose rouge d'Écosse a été baptisée Princess Nobuko en son honneur[3].
- Vice-présidente d'honneur, comme toutes les princesses impériales, de la Croix-Rouge japonaise[4].

Elle est également marraine de l'Association internationale de bien-être des Femmes et du groupe caritatif Hakuhokai.

## Autres centres d'intérêt
La princesse Nobuko de Mikasa est généralement présentée par ses proches comme une excellente cuisinière, et a d'ailleurs publié un livre de recettes de cuisine intitulé : 
La cuisine domestique des quatre saisons - Et quelque 80 espèces de légumes (四季 の 家庭 料理 ― お 惣菜 80種, Shiki no katei ryōri - o sōsai hachijū-shu), éd. Kōbunsha  (ISBN 4334780075)

## Santé
La princesse Tomohito a subi en mai 2004 une attaque d'ischémie cérébrale, qui l'a forcé à se retirer pendant un temps dans la villa Sōma du bourg de Karuizawa dans la préfecture de Nagano pour recevoir des soins médicaux et se reposer.